# Fýramarkaknúkur
Fýramarkaknúkur är ett berg på ön Borðoy i Färöarna. Det ligger i sýslan Norðoyar, i den nordöstra delen av landet, 28 km norr om huvudstaden Tórshavn. Fýramarkaknúkur ligger 591 meter över havet.